# Tungtung Batu
Tungtung Batu is een bestuurslaag in het regentschap Dairi van de provincie Noord-Sumatra, Indonesië. Tungtung Batu telt 413 inwoners (volkstelling 2010).